# Frank Richter (Bürgerrechtler)

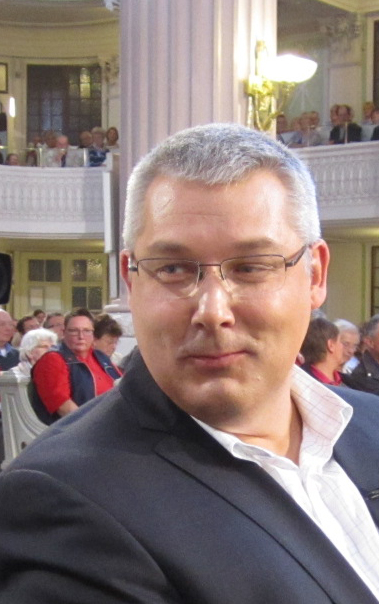
Frank Richter in der Leipziger Nikolaikirche am 9. Oktober 2014, dem 25. Jubiläum der Revolution

Frank Richter (* 23. April 1966 in Leipzig) ist ein deutscher Gewerkschaftssekretär und Bürgerrechtler. Er gehörte in den 1980er Jahren zur Bürgerrechtsbewegung und zum organisierten Widerstand in der DDR, war gewählter Sprecher der Arbeitsgruppe Menschenrechte und 1989 hauptamtlicher Mitarbeiter in der Koordinierungsgruppe des Arbeitskreises Gerechtigkeit und der Arbeitsgruppe Menschenrechte, zweier Gruppen, die durch Initiierung des Massenprotestes wesentlich zur Überwindung der SED-Herrschaft beigetragen haben.

## Jugend
Frank Richter wurde 1966 als Sohn einer Eisenbahnerin und eines Stahlbauschlossers geboren, besuchte in Leipzig bis 1982 die Polytechnische Oberschule und schloss 1984 die Ausbildung zum Maschinen- und Anlagenmonteur ab. Danach arbeitete er bis Juli 1989 als Stahlbauschlosser im VEB S. M. Kirow in Leipzig.
Seit Anfang der 1980er Jahre in der Jungen Gemeinde engagiert, gelangte Frank Richter als Delegierter in den Jugendkonvent Leipzig und in den Landesjugendkonvent der Evangelisch-Lutherischen Landeskirche Sachsens.
Im Jahre 1985 fasste Frank Richter den Entschluss, den Wehrdienst mit der Waffe zu verweigern. Anlässlich der Musterung bzw. Einberufungsüberprüfung erklärte er im März, er werde zur Wehrpflicht nur als Bausoldat bereit sein. Infolgedessen wurde er bereits im März 1985 vom Ministerium für Staatssicherheit überprüft, denn das MfS sah bereits den gesetzlich erlaubten Wechsel zum Bausoldatendienst als Form der Wehrdienstverweigerung an. Im Sommer 1989 erklärte er anlässlich einer weiteren Einberufungsüberprüfung die Wehrdienst-Totalverweigerung.

## Politisches Engagement bis zur Revolution 1989 in der DDR

### Organisierter Widerstand gegen den DDR-Staat
Im Mai 1987 fand Frank Richter zur Arbeitsgruppe Menschenrechte in der Leipziger Lukasgemeinde von Christoph Wonneberger und arbeitete fortan mit. Ab April 1989 gehörte Frank Richter gemeinsam mit Johannes Fischer und Steffen Kühhirt zu den gewählten Sprechern der Gruppe. Er beteiligte sich regelmäßig an der Gestaltung von Friedensgebeten in der Nikolaikirche, so auch am Friedensgebet vom 25. September 1989, dem sich die erste große Montagsdemonstration auf dem Leipziger Ring mit ca. 8.000 Teilnehmern anschloss.
Frank Richter erlebte mehrfache „Zuführungen“, d. h. vorläufige Festnahmen, und Belehrungen durch das MfS. Eine vorläufige Festnahme erfolgte im Januar 1988 wegen „öffentlichkeitswirksamer Schmiererei“: „Freiheit für Krawczyk!“ Damit wurde das Anbringen eines Schreibens am Schaukasten des Kirow-Werkes bezeichnet, mit dem Frank Richter nicht nur gegen die Inhaftierung von Stephan Krawczyk, sondern aller Berliner Inhaftierten protestiert hatte.
Die Arbeitsgruppe Menschenrechte vertrat Frank Richter zusammen mit Oliver Kloss, Uwe Szynkowski, Steffen Kühhirt und Christoph Motzer im von Heiko Lietz moderierten und in der Samariterkirche zu Berlin veranstalteten DDR-weiten Arbeits- und Koordinierungskreis zum Wehrdienstproblem von Frieden konkret.
Seit Mitte 1988 arbeitete Frank Richter mit in der Koordinierungsgruppe von Arbeitsgruppe Menschenrechte und Arbeitskreis Gerechtigkeit Leipzig, im Sonnabendskreis und ab 10. Dezember 1988 in der daraus hervorgehenden Arbeitsgruppe zur Situation der Menschenrechte in der DDR.
Frank Richter war Mitautor und -herausgeber verschiedener Samisdat-Zeitschriften, u. a. Die Mücke. – Was war los in Leipzig, BeKenntnis (des DDR-weiter Arbeits- und Koordinierungskreises zum Wehrdienstproblem), Varia – Arbeitstexte zum DDR-weiten Aktionstag für die aus politischen und religiösen Gründen Inhaftierten in der ČSSR und Forum für Kirche & Menschenrechte.
Am 7. Mai 1989, dem Tag der gefälschten Kommunalwahlen in der DDR 1989, wurde Frank Richter „zur Verhinderung provokativer Handlungen während des Wahltags“ vorläufig festgenommen. Im Juli 1989 gehörte er zu den Mitorganisatoren des „statt-kirchentages“ in Leipzig in der Lukaskirche von Pfarrer Christoph Wonneberger.
Das Ministerium für Staatssicherheit legte ab August 1988 gegen Frank Richter den Operativen Vorgang OV „Julius“ an, worin er zunächst gemeinsam mit Sebastian Fleischhack, Kathrin Walther und Christoph Motzer bearbeitet wurde. Oberstleutnant Wallner, der Leiter der Abteilung XX der Kreisdienststelle Leipzig-Stadt des MfS, schrieb in seiner Stellungnahme: „Die Anlage des OV ist gerechtfertigt. Bei den Verdächtigen handelt es sich um z. T. noch sehr junge, aber bereits sehr aktive und verfestigte negativ-feindlich eingestellte DDR-Bürger, die einen klar umgrenzten Wirkungsbereich im Sinne politischer Untergrundtätigkeit haben und durch einen Exponenten der PUT, der gleichfalls in einem OV der KD Leipzig-Stadt bearbeitet wird, angeleitet werden.“ Mit dem Exponenten der PUT, der „politischen Untergrund-Tätigkeit“, war Christoph Wonneberger gemeint. Ab Dezember 1988 wurden im OV „Julius“ nur Christoph Motzer und Frank Richter bearbeitet.

### Engagement während der Revolution 1989
Von August 1989 bis Februar 1990 gehörte Frank Richter gemeinsam mit Kathrin Walther, Thomas Rudolph und Rainer Müller zu den „hauptamtlichen“ Mitarbeitern der Koordinierungsgruppe des Arbeitskreises Gerechtigkeit und der Arbeitsgruppe Menschenrechte.
Die Finanzierung ihres Lebensunterhaltes (unterhalb der Höhe eines in der DDR gezahlten Stipendiums) wurde aus Spenden und dem Verkauf der Samisdat-Zeitschriften bestritten. Da es seit 1987 zu einzelnen Schließungen staatlicher Betriebe im Raum Berlin und mithin zu unfreiwilliger Arbeitslosigkeit im DDR-Staat gekommen war, konnte seitens des Staates die „Verletzung der Arbeitspflicht“ (strafbar gemäß § 249 StGB der DDR) nicht mehr rigide verfolgt werden. Dieser Umstand wurde umgehend von subversiven Gruppen in Leipzig genutzt, um Vollzeit-Mitarbeiter anzustellen. Rechtssicherheit bestand für diese Mitarbeiter freilich keine, denn das Gesetz wurde nicht geändert, lediglich dessen Anwendung ausgesetzt.
Nachdem es bei den Montagsdemonstrationen in Leipzig im September sowie im Oktober auch in Dresden und in anderen DDR-Städten zu brutalen Übergriffen auf festgenommene Demonstranten gekommen war, entwarfen Christoph Wonneberger,
Kathrin Walther und Thomas Rudolph den Vorschlag zum Appell gegen Gewalt: „Reagiert auf Friedfertigkeit nicht mit Gewalt! Wir sind ein Volk!“.
Bereits in der Versammlung der Arbeitsgruppe Menschenrechte war die Erstfassung diskutiert und beschlossen worden. Am Sonnabend war Frank Richter auch an der Beschlussfassung des Textes beteiligt, den drei Leipziger subversive Gruppen verabschiedeten. Am Wochenende vor dem 9. Oktober 1989 druckte Frank Richter den Appell mit anderen in einer Auflage von mindestens 25.000 Exemplaren, bis die Papiervorräte aufgebraucht waren. Darin heißt es u. a.: 

„Wir sind ein Volk! [...] Für die entstandene ernste Situation müssen vor allem Partei und Regierung verantwortlich gemacht werden.“

Am Montag wurde das Flugblatt nicht nur vor dem Friedensgebet um die Leipziger Nikolaikirche, sondern in der gesamten Innenstadt verteilt. In mehreren Leipziger Kirchen wurde der Text verlesen. Die entscheidende Montagsdemonstration mit weit über 70.000 Teilnehmern verlief erstmals friedlich. Am Abend wurde in der Lukasgemeinde auf das nahe Ende der DDR angestoßen.
Am 9. November 1989 stellte die Arbeitsgruppe Menschenrechte ihre Arbeit ein. Spätestens im September 1989 waren Mitarbeiterinnen und Mitarbeiter aus den Bürger- und Menschenrechtsgruppen Arbeitsgruppe Menschenrechte und Arbeitskreis Gerechtigkeit Leipzig mehrheitlich der Initiative Frieden und Menschenrechte Leipzig beigetreten und hatten auch eine Regionalgruppe gegründet, zu deren Mitbegründern auch Frank Richter gehörte.
Diese Organisation erschien den beiden subversiven Gruppen schon zuvor vorbildhaft: „Die Initiative ist angetreten, die SED zu stürzen, auch wenn sie es am Anfang nicht so gesagt hat.“
Von März 1990 bis September 1990 war Frank Richter politischer Mitarbeiter der Initiative Frieden und Menschenrechte, Regionalgruppe Leipzig. Schwerpunkt seiner Arbeit war die Sammlung von Menschenrechtsverletzungen, die Unterstützung der Bildung freier Gewerkschaften und erster frei gewählter Arbeitnehmervertretungen sowie die Kontaktaufnahme zu Gewerkschaften in der Bundesrepublik und zum Deutschen Gewerkschaftsbund.

## Wirken seit der Einheit Deutschlands
Im Oktober 1990 konnte Frank Richter ein Studium an der Akademie der Arbeit in der Johann Wolfgang Goethe-Universität Frankfurt am Main beginnen, bis Dezember 1991 absolvierte er diese Ausbildung zum Gewerkschaftssekretär mit Rechtsschutzaufgaben. Seither ist er Rechtsschutzsekretär (Verbandsjurist) beim Deutschen Gewerkschaftsbund bzw. der DGB Rechtsschutz GmbH.
Frank Richter engagiert sich seit 1998 im Archiv der Initiative Frieden und Menschenrechte Sachsen e.V. (IFM-Archiv).

## Radio-Dokumentation
- Ein Land wird abgewickelt. Vierteilige Radiodokumentation von Gabriele Knetsch, Teil 1 mit Oliver Kloss, Rainer Müller, Frank Richter und Christoph Wonneberger, BR, Ausstrahlung am 4. September 2020.